# La Rosita, Sonora
La Rosita är en ort i Mexiko.   Den ligger i kommunen Huatabampo och delstaten Sonora, i den västra delen av landet, 1 400 km nordväst om huvudstaden Mexico City. La Rosita ligger 11 meter över havet och antalet invånare är 127.
Terrängen runt La Rosita är mycket platt. Runt La Rosita är det ganska tätbefolkat, med 58 invånare per kvadratkilometer. Närmaste större samhälle är Huatabampo, 4,4 km söder om La Rosita. Trakten runt La Rosita består till största delen av jordbruksmark.